# جبريل شتاينر
جبريل شتاينر (بالإنجليزية: Gabriel Steiner؛ بالألمانية: Gabriel Steiner) هو طبيب نفسي أمريكي وألماني، ولد في 26 مايو 1883 في أولم في ألمانيا، وتوفي في 10 أغسطس 1965 في ديترويت في الولايات المتحدة.